# Northern (Lokomotive)

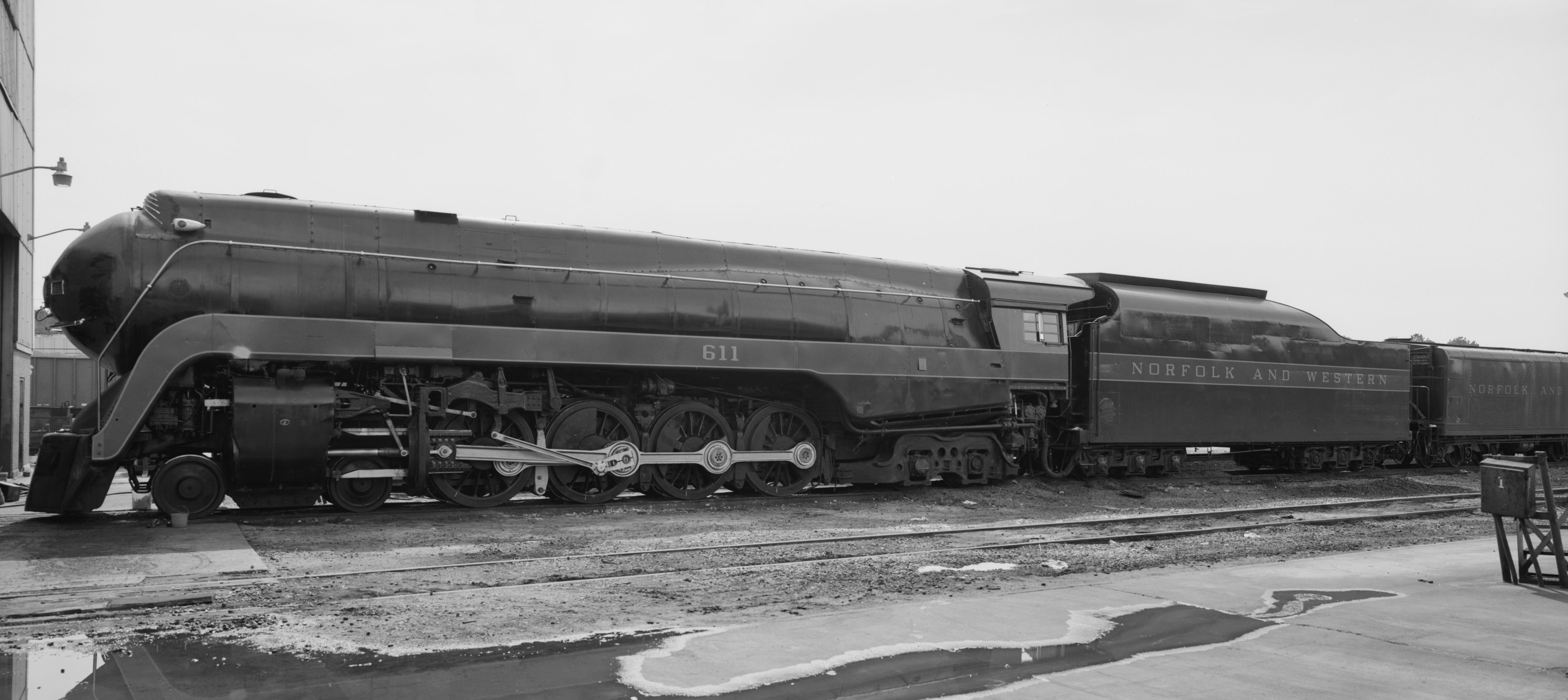
Norfolk & Western Nr. 611

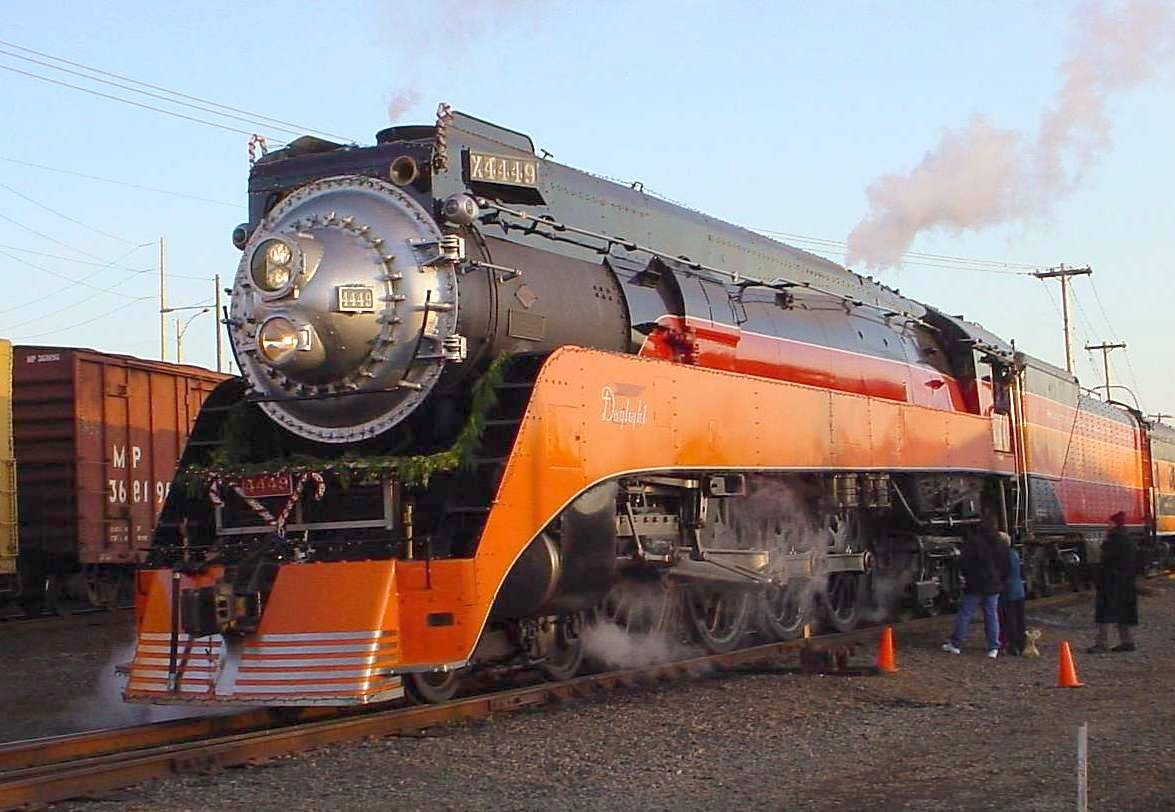
Southern Pacific Nr. 4449

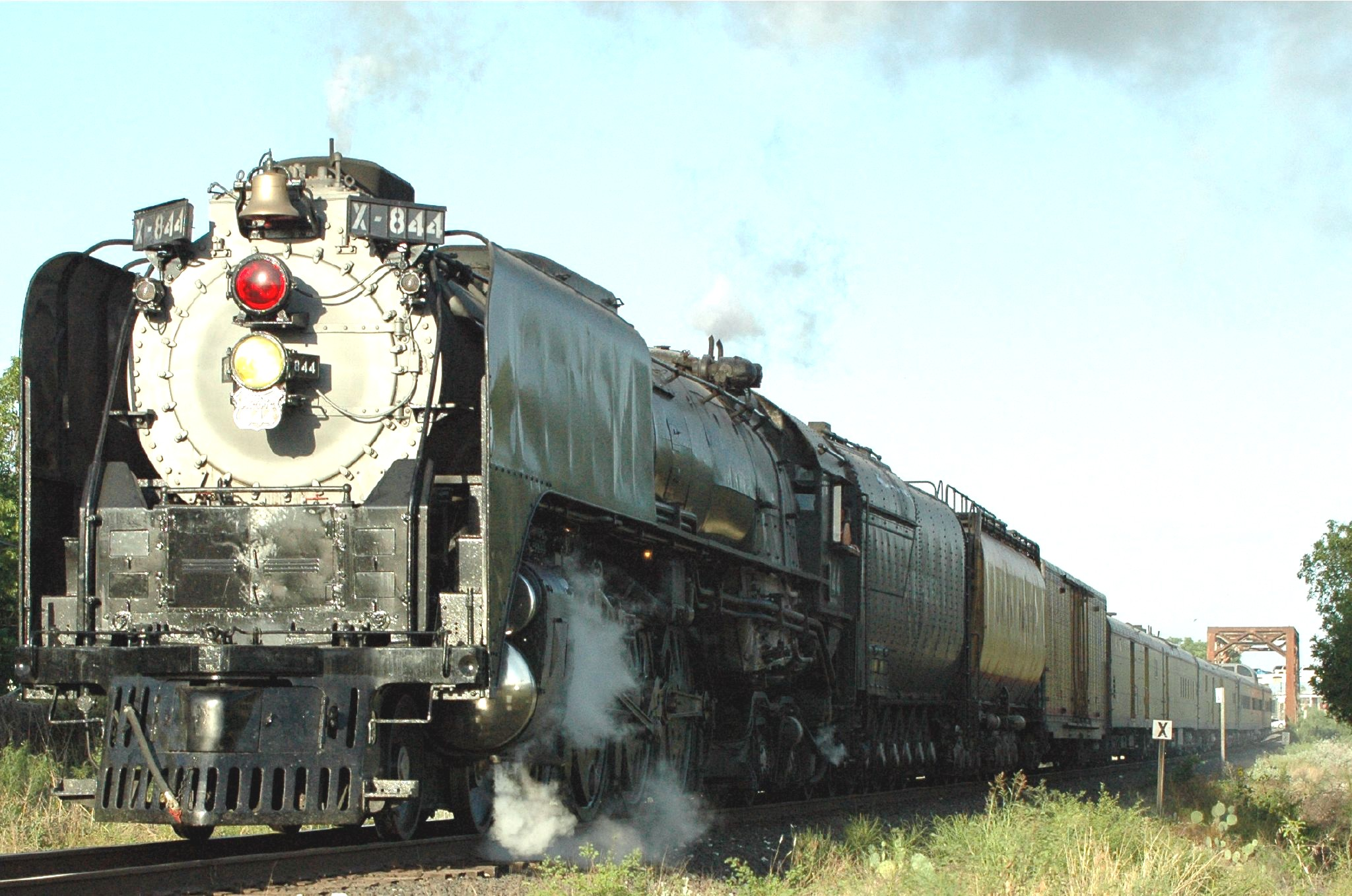
Union Pacific Nr. 844

Mit Northern werden Dampflokomotiven mit der Achsfolge 2’D2’ bezeichnet, also mit einem vorauslaufenden Drehgestell, vier Kuppelachsen und einem nachlaufenden zweiachsigen Schleppgestell.

## Namen
Die erste Lokomotive dieser Achsfolge ist erst im Jahr 1926 entstanden – einen Monat vor der ersten Hudson (2’C2’) – womit die Northern zu den jüngsten Achsfolgen gehört. Ihren Namen erhielt die Bauart von der Northern Pacific Railway, für die die erste Lokomotive mit dieser Achsfolge gebaut wurde.
Einige Bahnen haben die Bezeichnung Northern jedoch nicht übernommen, so dass diese Bauart gelegentlich auch mit Confederation (in Kanada), Niagara (bei der New York Central Railroad), Pocono (bei der Delaware, Lackawanna and Western Railroad) und anderen Begriffen bezeichnet wird.

## Geschichte
Die erste Northern, die von ALCO gebaute Lokomotive Nr. 2600 der Northern Pacific Railway, war für die Verbrennung von Braunkohle mit niedrigem Heizwert ausgelegt, so dass für die benötigte Leistung ein 10,7 m² großer Rost und ein entsprechend großer Stehkessel erforderlich war, für den eine einzelne Laufachse nicht mehr ausreichend war. Die Lokomotive war erfolgreich, und die Bauart wurde bald von anderen Bahnen nachgeahmt. Northern-Lokomotiven stellten einen guten Kompromiss aus Geschwindigkeit und Zugkraft dar und konnten als Universallokomotiven sowohl vor Expresszügen als auch vor nicht allzu schweren Güterzügen eingesetzt werden.
In Nordamerika (Kanada, USA und Mexiko) wurden zwischen 1926 und 1950 insgesamt 1126 Northern gebaut. Die Canadian National Railway und ihre US-amerikanische Tochtergesellschaft Grand Trunk Western Railway besaßen mit 203 Stück die meisten, gefolgt von der Southern Pacific Railway einschließlich Texas and New Orleans Railroad und St. Louis Southwestern Railway mit zusammen 94 Exemplaren sowie der Chicago, Rock Island and Pacific Railroad mit 85 Exemplaren.
Die schnellste an einer Northern unter kontrollierten Bedingungen gemessene Geschwindigkeit erreichte die abgebildete Klasse J der Norfolk and Western Railway. Trotz ihrer mit 1778 mm nicht sehr großen Treibräder erreichte die Lokomotive Nr. 610 bei Vergleichsfahrten mit der Klasse T1 der Pennsylvania Railroad eine Geschwindigkeit von 177 km/h. Anderen Lokomotiven, wie die Klasse S-1 (Niagara) der NYC und der Class 2900 der ATSF werden sogar noch höhere Geschwindigkeiten nachgesagt. Alle diese Lokomotiven überschritten im täglichen Betrieb regelmäßig die 100-mph-Grenze (161 km/h) und waren damit die schnellsten vierfach gekuppelten Lokomotiven überhaupt.
In Europa waren Northern-Lokomotiven eher selten. Die größte Anzahl an Northerns lief mit 251 Stück der Reihe П36 in der Sowjetunion. Zehn Northerns wurden in Spanien, zwei in Deutschland und eine in Frankreich eingesetzt. Die beiden deutschen Lokomotiven der Baureihe 06 hatten jedoch diverse gravierende Mängel, und nach dem Krieg lohnte sich eine Rekonstruktion der beiden Einzelstücke nicht, so dass sie frühzeitig ausgemustert wurden. Sehr erfolgreich war dagegen die französische 242 A, ein 1946 unter der Leitung von André Chapelon entstandener Umbau aus einer 2’D1’. Mit einer Zylinderleistung von bis zu 5700 PS war sie die leistungsfähigste europäische Dampflokomotive, und nur der Übergang zum elektrischen und Dieselbetrieb verhinderte den Bau weiterer Lokomotiven dieser Art. Erfolgreich im Schnellzugverkehr zwischen Madrid und Hendaye eingesetzt wurden auch die 1955 erbauten spanischen Northerns der Reihe 242F.
Die am längsten eingesetzten Northern waren die ab 1953 gebauten 140 Lokomotiven der Klasse 25 bzw. 25 NC der South African Railways, von denen 90 mit einem Kondensationstender ausgestattet waren. Nicht wenige der Lokomotiven wurden erst in den 1990er Jahren ausgemustert. Die Nr. 844 der Union Pacific Railroad ist durchgehend von 1944 bis heute im Einsatzbestand, fährt allerdings seit etwa 1960 nur noch Sonderzüge.